# Palau de Bucolleó
El Palau de Bucolleó o Bucoleont (grec medieval: Βουκολέων, Vukoléon) fou un dels palaus romans de Constantinoble. Probablement fou construït per l'emperador Teodosi II al segle v. Fou la residència principal dels emperadors romans d'Orient fins al segle xi, quan fou substituït pel Palau de Blaquernes.
El palau es troba a la costa del mar de Màrmara. Ormisdes en fou el primer propietari i donà nom al lloc. El nom de «Bucolleó» li fou atribuït probablement després del final del segle vi, sota Justinià I, quan el petit port de davant del palau, que ara està emplenat, fou construït. Segons la tradició, oferí estàtues d'un toro i d'un lleó (βους i λέων signifiquen 'toro' i 'lleó', respectivament). «Casa d'Ormisdes» i «Casa de Justinià», són altres noms que es refereixen al Palau de Bucolleó.
L'emperador Teòfil, entre les seves altres obres, reconstruí i amplià el palau, afegint una gran façana a la part superior de les muralles de mar. Les ruïnes suggereixen que tenia un balcó amb vistes al mar, accessible a través de tres portes amb marc de marbre, visibles encara avui en dia.
En el saqueig de Constantinoble el 1204 durant la Quarta Croada, el Palau de Bucolleó fou pres per Bonifaci I de Montferrat.
Entre els premis hi havia la princesa Margarida, filla de Béla III d'Hongria, que es casà amb Bonifaci. Durant el posterior Imperi Llatí (1204-1261), el Palau de Bucolleó continuà sent utilitzat com a residència imperial. Després de la reconquesta de la ciutat per Miquel VIII Paleòleg, tanmateix, el palau, juntament amb tot el complex del Gran Palau, fou abandonat gradualment a favor del Palau de Blaquernes.
Quan Mehmet II, el soldà otomà, entrà a la ciutat el 1453, observà que l'aleshores famós palau seguia dempeus, tot i que en ruïnes. Les ruïnes del palau foren parcialment destruïdes el 1873 per donar pas a la línia de ferrocarril de Sirkeci.